# Philoros obscurata
Philoros obscurata är en fjärilsart som beskrevs av George Francis Hampson 1901. Philoros obscurata ingår i släktet Philoros och familjen björnspinnare. Inga underarter finns listade i Catalogue of Life.